# Ochodaeus chrysomeloides
Ochodaeus chrysomeloides (Schrank, 1781) è un coleottero appartenente alla famiglia Ochodaeidae, rientrante nella superfamiglia Scarabaeoidea.

## Descrizione

### Adulto
Si tratta di coleotteri di piccole dimensioni (3-6,3 mm) dall'aspetto tarchiato e di colore generalmente castano. Sulle elitre presenta dei solchi longitudinali dalla distribuzione irregolare e dal numero variabile.

## Biologia
Gli adulti sono di abitudini crepuscolari e si possono osservare in primavera, tra maggio e agosto, in ambienti di pianura e media-bassa collina in zone sabbiose o aride. Si nutrono molto probabilmente di funghi ipogei e sono attratti dalle luci artificiali. La larva è sconosciuta.

## Distribuzione
O. chrysomeloides si può reperire in Europa centrale e orientale.